# Magyar Művészeti Akadémia
A Magyar Művészeti Akadémia (MMA) önkormányzás elvén alapuló köztestület, amely a művészettel – különösen az irodalommal, a zenével, a képző-, ipar- és tervezőművészettel, valamint az építészettel, a fotó-, film-, előadó- és népművészettel –, továbbá a művészet elemzésével, támogatásával, oktatásával, hazai és nemzetközi bemutatásával, közkinccsé tételével, illetve a magyar művészek képviseletével összefüggő országos közfeladatokat lát el. Fő feladata, hogy elősegítse a magyar és az egyetemes kultúra értékeinek érvényesülését, megóvását, a magyar művészeti élet hagyományainak tiszteletét, új, értékes alkotások születését.

## Története
A Magyar Művészeti Akadémia a magyar irodalmárok, képző- és iparművészek, építészek, zeneművészek, film- és fotóművészek fórumaként jött létre. Az egyesületet 1992. január 31-én alapította 22 magyar művész: Bak Imre festőművész, Balassa Sándor zeneszerző, Bertha Bulcsu író, Bodonyi Csaba építész, Bozay Attila zeneszerző, Csaba László (építész), Deim Pál festőművész, Finta József építész, Gerzson Pál festőművész, Gyarmathy Tihamér festőművész, Gyurkovics Tibor író, Kerényi József Péter építész, Kokas Ignác festőművész, Makovecz Imre építész, Melocco Miklós szobrászművész, Páskándi Géza író, Schéner Mihály festőművész, Schrammel Imre keramikus iparművész, Somogyi József szobrászművész, Szokolay Sándor zeneszerző, Tornai József író és Vígh Tamás szobrászművész. Elnöküknek Makovecz Imre építészt választották, aki 2011-ben bekövetkezett haláláig töltötte be ezt a tisztséget.
(Szintén 1992-ben a Magyar Tudományos Akadémia (MTA) az 1949-ben kizárt területek, az irodalom és a művészetek jeles képviselői számára megalapította a Széchenyi Irodalmi és Művészeti Akadémiát (SZIMA), amely az MTA társult intézménye, de külön alapszabállyal rendelkező, önálló szervezet.)

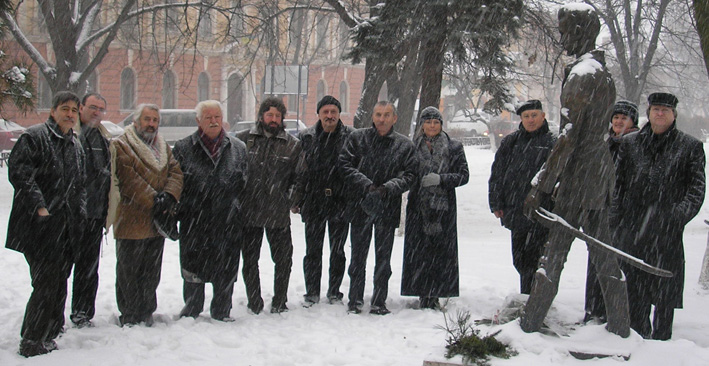
A Magyar Művészeti Akadémia tagjai Ungváron, Petőfi szobránál 2006 januárjában

Az egyesületet 2011-ben a második Orbán-kormány kezdeményezésére hozott 2011. évi CIX. törvény köztestületté nyilvánította, sőt ezt a 2012-es új Alaptörvénybe is beleírták. Az akadémia megalakulásában azok vehettek részt, akik az 1992-ben alapított MMA egyesület rendes tagjai voltak 2011. január 1-jén, így a köztestület 2011. november 5-én 157 taggal jött létre. Emiatt Szabó Máté, az alapvető jogok korábbi biztosa az alkotmánybírósághoz (Ab) fordult, mivel ez nem felelt meg az Alaptörvény rendelkezéseinek. Végül az Ab nem semmisítette meg az MMA-t létrehozó törvénynek a taggá válására vonatkozó rendelkezéseit, de – a Magyar Művészeti Akadémiáról szóló 2011. évi CIX. törvény 7. §-a alkalmazásával összefüggésben az Alaptörvény X. cikk (1) és (3) bekezdéséből fakadóan – alkotmányos követelményként határozta meg azt, hogy a Magyar Művészeti Akadémia tagsága mindenkori összetételének, szervezeti felépítésének és működésének meg kell felelnie a művészeti szabadság alkotmányos értékének. A Magyar Művészeti Akadémia tagságának jelenlegi összetételére, szervezeti felépítésére és működésére vonatkozó jogszabályi és köztestületi rendelkezések az Ab által meghatározott alkotmányossági követelményeket teljes mértékben kielégítik.

## Működése

### Az MMA rendes és levelező tagjai
Az MMA köztestület tagjai a magyar művészeti életben kimagasló szellemi vagy alkotói teljesítményt felmutató művészek. Az MMA tagjai a rendes, a levelező, a tiszteletbeli és a pártoló tagok. Az MMA tagjait a közgyűlés választja közvetlen és titkos szavazás útján. Az MMA rendes tagjainak száma a Nemzet Művésze címet viselő rendes tagokkal együttesen legfeljebb 315 fő. A levelező tagok száma nem lehet több 50 főnél.
Az MMA tagjainak életművét egy digitális lexikonban mutatja be. A weblapon többszáz akadémikus tag életét, pályáját és művészetét gazdag fotó- és videó-tartalommal illusztrálják. A több mint 170 szakértő közreműködésével létrehozott portál mind az élő, mind pedig a néhai, mind a posztumusz tiszteleti tagok életművét feldolgozza.
A tagok havi életjáradékban részesülnek, amelynek összege rendes tag esetében 2022. január 1-jétől 455 000 forint/hó, levelező tag esetében ugyancsak 2022. január 1-jétől 353 900 forint/hó. Az elhunyt rendes és levelező tagok hozzátartozói 2013 júniusától az MTA által folyósított hozzátartozói ellátások mindenkori összegét kapják. Az MMA tagjainak járadéka 2022. január 1-jétől a rendes tagok esetén 445 ezer, a levelező tagok esetén 340 ezer.

### Tisztségviselői

#### Elnökök
- Fekete György belsőépítész (2011–17)
- Vashegyi György karmester (2017–23)
- Turi Attila építész (2023–)

#### Alelnökök
- Kiss János
- Rátóti Zoltán

#### Elnökségi tagok
- Buglya Sándor
- Haris László
- Kulin Ferenc
- Pécsi Györgyi

#### Főtitkár
- Kucsera Tamás Gergely (2011–2021)
- Richly Gábor (2021–)[11]

#### Felügyelő Testület
- Halász János (elnök)
- Galánfi András
- Lajta Gábor
- Szemadám György

#### Tagozatvezetők
- Építőművészeti Tagozat: Salamin Ferenc
- Film- és Fotóművészeti Tagozat: Zsigmond Dezső
- Iparművészeti és Tervezőművészeti Tagozat: Sára Ernő
- Irodalmi Tagozat: Vári Fábián László
- Képzőművészeti Tagozat: Stefanovits Péter
- Művészetelméleti Tagozat: dr. Solymosi-Tari Emőke
- Népművészeti Tagozat: Kékedi László
- Színházművészeti Tagozat: Nagy Viktor
- Zeneművészeti Tagozat: Tóth Péter

#### Szimbolikus tisztségviselők
- Makovecz Imre építész, alapító elnök, örökös tiszteleti elnök
- Dr. Kováts Flórián népművelő, alapító főtitkár, örökös tiszteleti főtitkár

##### Tiszteletbeli elnökök
- Fekete György belsőépítész (2017–20)
- Jankovics Marcell animátor, filmrendező (2020–21)

(Az adatok forrása, ha más nincs megjelölve az MMA honlapja: Tisztségviselők, Felügyelő Testület)

### Tevékenysége
Első hivatalos rendezvénye 2011. december 1-jén a Kortársaink voltak címmel megnyílt kiállítás volt, mellyel a MMA hatvanegy néhai tagjának életművére emlékezett az Iparművészeti Múzeumban.
A köztestület első rendes közgyűlését 2012. január 28-án tartotta, Budapesten. Az MMA kezdeményezésére 2013-ban az Országgyűlés a magyar művészeti élet kimagasló teljesítményt nyújtó, elismert képviselőinek személyes megbecsülése, méltó életkörülményeinek biztosítása céljából megalapította A Nemzet Művésze díjat, amelyet az MMA elnöke adományoz évente november 5., az akadémia alapításának évfordulója alkalmából. Az MMA-nak saját alapítású köztestületi (Életműdíj, Nagydíj, Aranyérem stb.) és tagozati díjai is vannak.
Az akadémia évkönyvekben mutatja be és dokumentálja a köztestülethez kötődő eseményeket. 2013 végétől negyedévente megjelenő folyóiratban, a Magyar Művészetben kíván fórumot adni a tagozataiban folyó műhelymunka eredményeinek és időszerű kérdések felvetésével, kifejtésével termékenyítően próbál hatni a művészek alkotómunkájára. A köztestület megalakulásáról egy exkluzív, számozott kiadványt is megjelentetett, amelyet Árendás József grafikus tervezett.
Az Országgyűlés a 2013. évi CLVII. számú törvénnyel az MMA tulajdonába adta a Műcsarnok és a Pesti Vigadó épületét, valamint a XII. kerületi Hild-villát. Utóbbit az MMA felújíttatta, és itt helyezte el 2016. év végétől az akadémia új Művészetelméleti és Módszertani Kutatóintézetét.
A köztestület 2018 óta évente ösztöndíjat nyújt 100 művész számára (az MMA rendes és levelező tagjain kívüli kör számára), amely három éven át havi bruttó 200 000 forinttal támogat magas színvonalú művészeti és művészelméleti tevékenységeket az alkotó- és előadóművészeti, vagy a művészetelméleti szakterületen. Az ehhez szükséges forrást a kormány az éves költségvetésen felül határozattal biztosítja. Az ösztöndíjra az év tavaszán kiírt pályázaton lehet jelentkezni egy hónapon át, amelynek időtartama szeptember 1-től 36 hónapon át tart. A pályázatokat az adott szakterület (MMA művészeti tagozat) által felállított zsűri értékeli egy sorrend felállításával, amelyből az MMA elnöke és az általa kijelölt döntőbizottsági tagok választják ki a támogatásban részesülőket, amelyről a nyertesek a program előtt kb. egy hónappal kapnak értesítést.
2018. augusztustól a Magyar Művészeti Akadémia (MMA) titkársága és a vezetőség a Vörösmarty tér 1. szám alatti irodaház, azaz a Kristálypalota helyett az Andrássy út 101. szám alatti, az egykori Schanzer-villában folytatja tevékenységét. Az épületet, mely korábban 2006-ig a MÚOSZ székáza is volt, a magyar állam 2014-ben 2 milliárd forintért vásárolta meg egy magántulajdonostól, az épület felújítása 4 milliárd forintba került. A beruházás megkapta a 2022. évben a „Műemlék helyreállítás, építmény rehabilitáció” kategóriában odaítélt három Építőipari Nívódíj egyikét.

## Intézményei

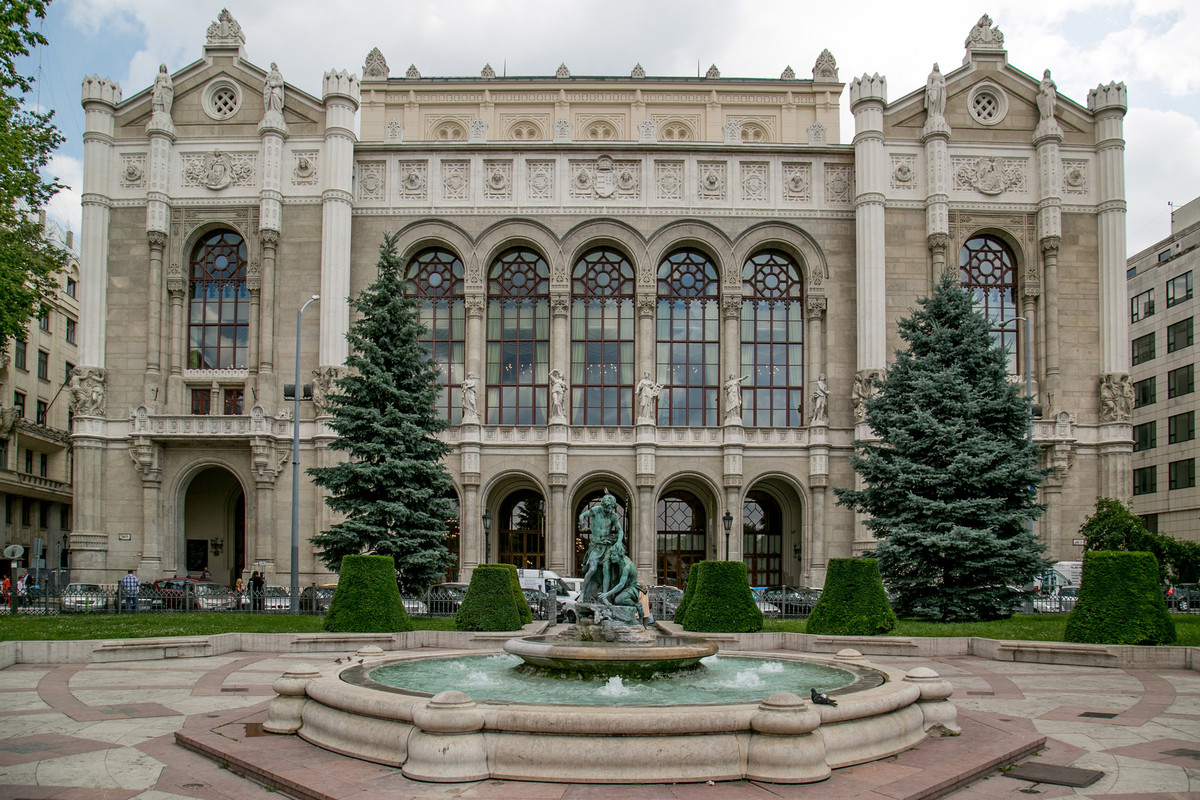
Pesti Vigadó, az MMA székháza

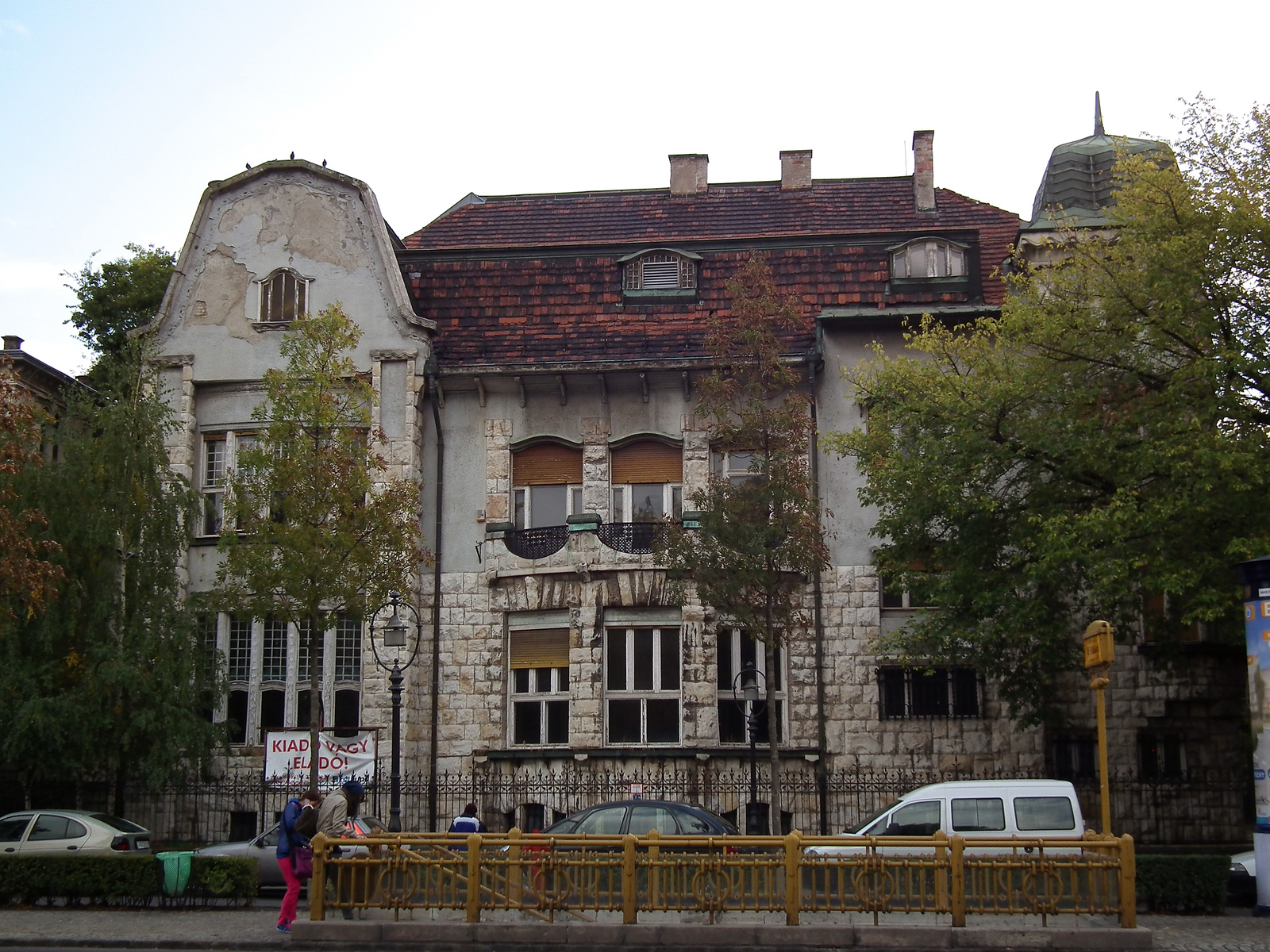
A Schanzer-villa felújítás előtt, az MMA irodaháza

### A Pesti Vigadó
A Pesti Vigadó sokszínű kulturális eseményeknek helyszínt adó épülete, egyben az MMA székháza is.

### A Műcsarnok

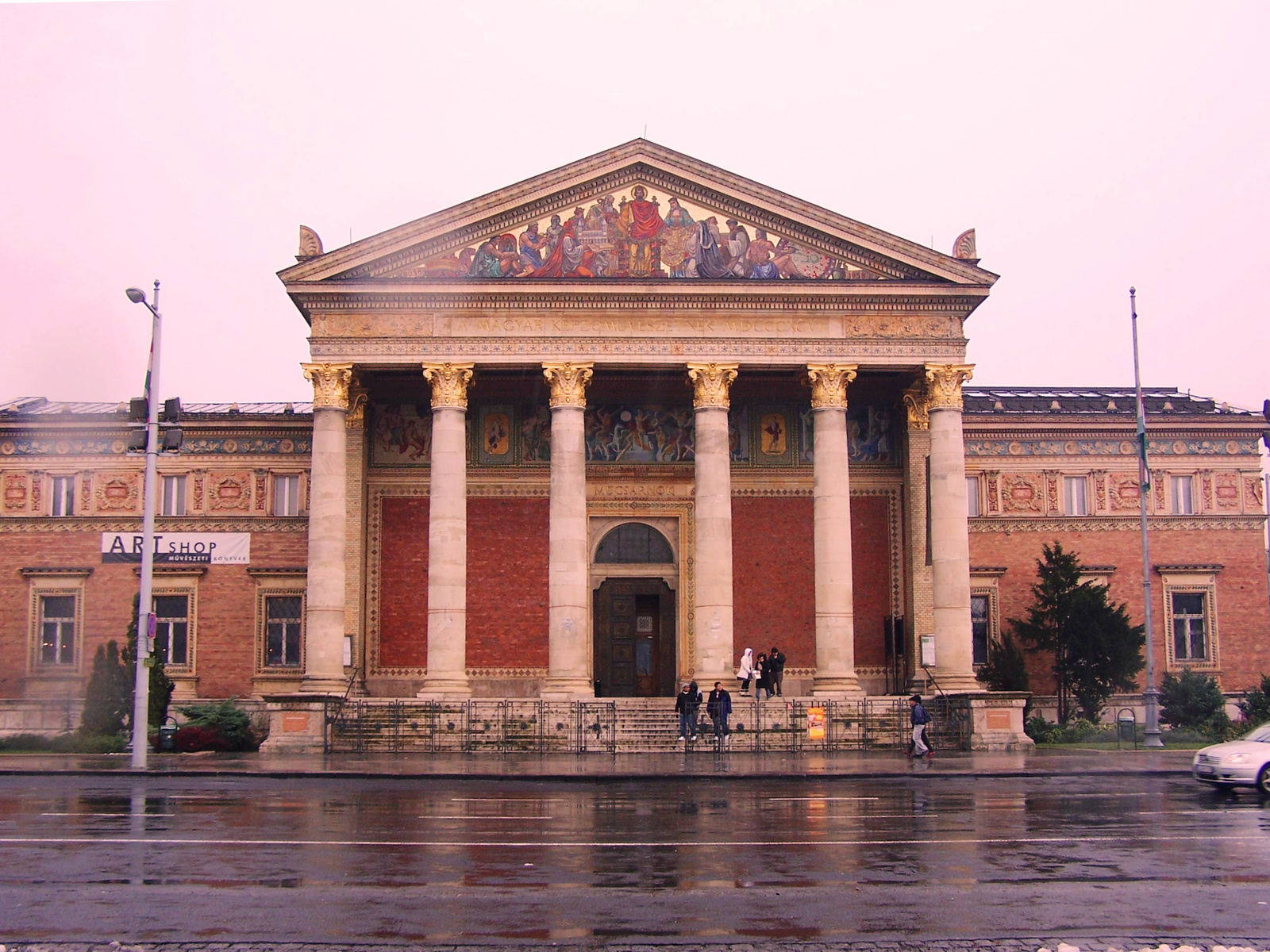
Műcsarnok

Az MMA a Műcsarnokban „Nemzeti Szalon” néven 2014-ben új kiállítássorozatot indított, hogy időről időre megbízható körképet nyújtson a vizuális művészetek legkülönbözőbb területén született főbb hazai teljesítményekről. Első alkalommal Építészeti Nemzeti Szalont, 2015-ben Képzőművészeti, 2016-ban Fotóművészeti, 2017-ben Iparművészeti és Tervezőművészeti, 2018-ban Népművészeti Nemzeti Szalont rendeztek.

### Művészetelméleti és Módszertani Kutatóintézet

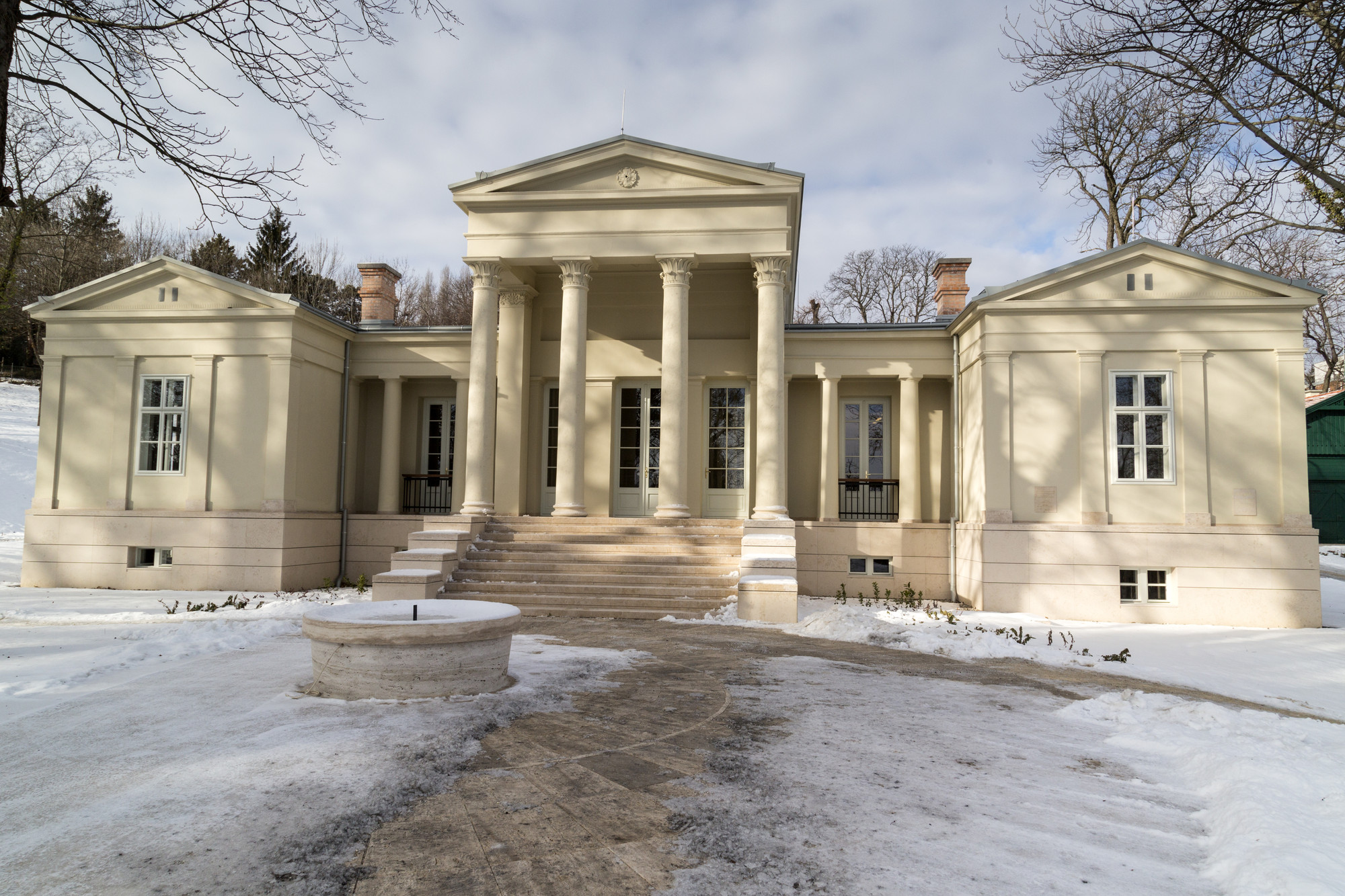
Hild-villa

Az MMA közgyűlése 2013-ban döntött a Magyar Művészeti Akadémia Művészetelméleti és Módszertani Kutatóintézetének (MKKI) önállóan működő költségvetési szervként történő megalapításáról, az intézet 2015 elején kezdte meg munkáját, azzal a céllal, hogy a művészet társadalmi relevanciáját, valamint elméleti összefüggéseit tudományos igénnyel vizsgálja. Az első feladat után (az MMKI mindennapi működőképessége, működtetése feltételeinek biztosítása, a Hild-villába költözés), most a megfelelő művészeti-szakmai háttér megteremtése zajlik, a kutatók a saját szakterületük áttekintését végzik, kutatási koncepciót készítenek. A háttéranyagok elkészültével majd kutatási stratégia készül.
Az Intézet „nyílt intézményként” működik, a társintézményekkel együttműködésben hozza nyilvánosságra munkájának eredményét. Az MMKI konferenciákat, rendezvénysorozatokat szervez, tanulmányköteteket, könyvsorozatokat jelentet meg.
(A Hild-villát (Bp. XII. Budakeszi út 38-40.) – amelyet későbbi tulajdonosa után Geiszt-villának is neveztek – a magyar klasszicista építészet kiemelkedő egyénisége, Hild József a maga és családja számára tervezte és építette, 1844-ben. A fokozottan védett műemlék felújítása 2016 januárjában kezdődött meg, ünnepélyes átadóját pedig december 20-án tartották.)

### Magyar Építészeti Múzeum és Műemlékvédelmi Dokumentációs Központ
A Magyar Építészeti Múzeum és Műemlékvédelmi Dokumentációs Központ létrehozásáról a Magyar Kormány 1771/2017. (XI.7.) Kormányhatározata döntött. Elődintézménye az 1872-ben létrehozott Műemlékek Országos Bizottsága levéltára, könyvtára és archívuma, valamint az 1968-ban alapított Magyar Építészeti Múzeum. A kormányhatározat értelmében az intézmény a Magyar Művészeti Akadémia fenntartásában működik. Egyúttal az MMA tulajdonába került a Budapest VII. kerület, Városligeti fasor 9-11. szám alatti, egykori BM-kórház épületegyüttese, azzal a céllal, hogy itt valósuljon meg a MÉM MDK végleges elhelyezésére szolgáló beruházás. Az intézmény igazgatója dr. Almássy Kornél.

## Kiadványai

### Magyar Művészet
A Magyar Művészet a Magyar Művészeti Akadémia negyedévenként, majd kéthavonta megjelenő művészetelméleti orgánuma, amely valamennyi művészeti ág jelenségeivel, valamint a művészeti mező, a művészet és a társadalom viszonyrendszereivel szinkrón és diakrón megközelítésben egyaránt foglalkozik. A tudományos világkép talaján áll, de – a művészettudománytól és a művészettörténettől az esszéig – tekintetbe veszi a művészetről való beszédmódok sokféleségét, kevésbé egzakt jellegét, relatív meghatározatlanságát és rögzíthetetlenségét. Elismeri, hogy az esztétikai viszony feltárására, a műalkotások leírására, a hatásmechanizmusok vizsgálatára irányuló buzgalom maga is a művészi invenció ismérveit hordozza, tárgyát teljességgel sohasem merítheti ki.
A folyóirat első számában az MMA elnökének, Fekete Györgynek és az MMA főtitkárának, Kucsera Tamás Gergelynek a Bevezetőben olvasható visszatekintése a Művészeti Akadémia megalakulásának, illetőleg törvénybe iktatásának eszmei, jogi és kultúrpolitikai hátterét villantja fel, az ezt követő tanulmányok, esszék és ars poeticák pedig a szerzők és a szerkesztőség közös műhelymunkájába engednek bepillantást.

#### Szerkesztőbizottság
- Turi Attila, a szerkesztőbizottság elnöke
- Falusi Márton főszerkesztő
- Sturm László főszerkesztő-helyettes
- Albert Gábor
- Fabényi Julia
- Farkas Ádám
- Hörcher Ferenc
- Lezsák Sándor
- Richly Gábor
- Tóth László
- Turi Attila
- Vadász Bence

### Közelképek írókról
A Közelképek írókról a Magyar Művészeti Akadémia által 2014-ben indított kismonográfia-sorozat Ács Margit szerkesztésében, amelyben összegző jelleggel mindeddig feltáratlan életművek kerülnek bemutatásra. A kötetekben mindegyik esetben válogatott bibliográfia és képmelléklet is helyet kap.

### A Magyar Művészeti Akadémia Évkönyve
2012 óta jelenik meg a Magyar Művészeti Akadémia évkönyve, amely az Akadémia elmúlt évét mutatja be, a köztestülethez kötödő eseményeket, történéseket dokumentálja. Az évkönyvben kronológia tekinti végig az Akadémia tevékenységét, egy-egy kiemelt művészeti rendezvényét, ezenkívül az akadémiáról és a művészetről szóló beszélgetések, valamint az elhunyt akadémikusokra való emlékezések is olvashatók a fényképekkel illusztrált lapokon. Az évkönyvet az MMA tagjainak és az MMA Titkárság köztisztviselőinek arcképcsarnoka teszi teljessé.

## Díjai, elismerései

### A Nemzet Művésze díj
Az MMA kezdeményezésére 2013-ban az Országgyűlés a magyar művészeti élet kimagasló teljesítményt nyújtó, elismert képviselőinek személyes megbecsülése, méltó életkörülményeinek biztosítása céljából megalapította A Nemzet Művésze díjat, amelyet a Magyar Művészeti Akadémia elnöke a köztestület megalakulásának évfordulója – november 5. – alkalmából adományozza. A díjat ő és a miniszterelnök vagy az általuk kijelölt egy-egy személy adja át. A díj odaítéléséről a 11 fő Kossuth-díjjal kitüntetett művész alkotta Nemzet Művésze díj Bizottság dönt, amelynek elnöke a köztestület elnöke (amennyiben Kossuth-díjjal kitüntetett személy). A bizottság két tagját a kultúráért felelős miniszter, nyolc tagját a bizottság elnöke kéri fel, legfeljebb három évre.

### MMA Aranyérem
(A Magyar Tudományos Akadémia jóval előbb alapított Akadémiai Aranyérmet, amelyet 1961 óta minden évben átadnak az arra érdemesnek ítélt személynek.)
Az MMA Aranyérem díjában részesíthető az a személy vagy szervezet, aki vagy amely munkájával, anyagi támogatásával, egyéb adományával vagy tevékenységével hozzájárult a magyar kultúra és művészet társadalmi elismertségének emeléséhez.
1996 óta minden esztendőben a Magyar Művészeti Akadémia Akadémiai aranyérmet adományoz a magyar szellemi élet egy-egy jeles személyiségének, akinek életműve példa a nemzet megmaradásáért, felemelkedéséért végzett önzetlen és a személyes bátorságot sem nélkülöző munkálkodásra.
- 1996 – Józsa Márton evangélikus lelkész
- 1997 – dr. Maróth Miklós egyetemi tanár
- 1998 – dr. Papp Lajos szívsebész, egyetemi tanár
- 1999 – Benkő Samu művelődéstörténész
- 2000 – Kovács József, a Herendi Porcelánmanufaktúra Rt. vezérigazgatója
- 2001 – dr. Erdélyi Zsuzsanna néprajztudós
- 2002 – Püski Sándor és felesége, könyvkiadó
- 2003 – Rózsás János könyvelő, német-orosz tolmács, író
- 2004 – Nagy Ervin építész
- 2005 – Gergely István csíksomlyói plébános
- 2006 – Csicsery-Rónay István író, könyvkiadó
- 2006 – dr. Kováts Flórián kulturális szervező, titkár
- 2007 – Fekete Gyula író
- 2008 – dr. Andrásfalvy Bertalan etnográfus, egyetemi tanár
- 2009 – Kolár Péter színházigazgató
- 2010 – Csete György építész
- 2011 – dr. Béres József és Béres Klára házaspár, Béres Zrt., Béres Alapítvány
- 2012
- 2013
- 2014 – Széles Gábor vállalatvezető
- 2015 – Nagy Elek üzletember
- 2016 – Jelenits István piarista szerzetes
- 2017 – Vizi E. Szilveszter orvos, farmakológus
- 2018 – Szentendrei Szabadtéri Néprajzi Múzeum
- 2019 – Winkler Barnabás építész
- 2020 – Spányi Antal, a Székesfehérvári Egyházmegye megyés püspöke
- 2021 – Böjte Csaba szerzetes
- 2022 – Népművészeti Egyesületek Szövetsége
- 2023 – Horváth Jenő Füzér polgármestere (2002-2024)
- 2024 – Fortepan

### MMA Életműdíj
Életműdíjban részesíthető a magyar szellemi élet azon jeles művésze, akinek kiemelkedő munkássága, életműve példa a nemzet felemelkedéséért, megmaradásáért végzett odaadó, önzetlenül és a személyes bátorságot sem nélkülöző munkálkodásra.

### MMA Nagydíj
Nagydíjban részesíthető a magyar szellemi élet azon személyisége, aki a korábbi két évben kiemelkedő jelentőségű művészeti alkotást, művészetelméleti munkát hozott létre.

### MMA Művészeti Írói Díj
Művészeti Írói Díjban részesíthető az a művészeti író, aki kiemelkedő és tartósan magas színvonalú tevékenységével, ismeretterjesztő, művészetelméleti vagy műkritikusi munkájával hozzájárult a magyar művészet közkinccsé tételéhez, egyszersmind emelve és megőrizve ezzel a magyar kultúra értékeit.

### MMA Kováts Flórián-emlékérem
Kováts Flórián Emlékérem díjban részesíthető az a személy, aki hivatásbeli vagy civil tevékenységével jelentős művészeti és kulturális szervezőmunkát végez, vagy a művészetszervezés, a művészeti igazgatás területén kiemelkedő tevékenységet folytat.

### Tagozati díjak
- A Magyar Művészeti Akadémia Építőművészeti díja
- Szőts István-díj – a Magyar Művészeti Akadémia Film- és Fotóművészeti díja
- A Magyar Művészeti Akadémia Iparművészeti és Tervezőművészeti díja
- A Magyar Művészeti Akadémia Képzőművészeti díja
- Cs. Szabó László-díj – a Magyar Művészeti Akadémia Művészetelméleti díja
- Erdélyi Zsuzsanna-díj – a Magyar Művészeti Akadémia Népművészeti díja
- A Magyar Művészeti Akadémia Színházművészeti díja
- A Magyar Művészeti Akadémia Zeneművészeti díja
- A Magyar Művészeti Akadémia Irodalmi Tagozatának Illyés Gyula-díja

Forrás: Az MMA weboldala

## MMA-TV
A Magyar Művészeti Akadémia hivatalos online videocsatornája. A hazai művészeti élet jeles képviselőinek alkotásai dokumentumfilmekben és riportokban feldolgozva, színházi előadások, irodalmi pódiumbeszélgetések, hangversenyek és minden, az Akadémia tevékenységével kapcsolatos videós tartalom egy helyen.

## Külső hivatkozások
- A Magyar Művészeti Akadémia honlapja Archiválva 2021. február 24-i dátummal a Wayback Machine-ben
- Az MMA-TV honlapja
- Az MMA Művészetelméleti és Módszertani Kutatóintézetének honlapja
- A Nemzet Művésze díj honlapja